# 宮城県道・山形県道12号白石上山線

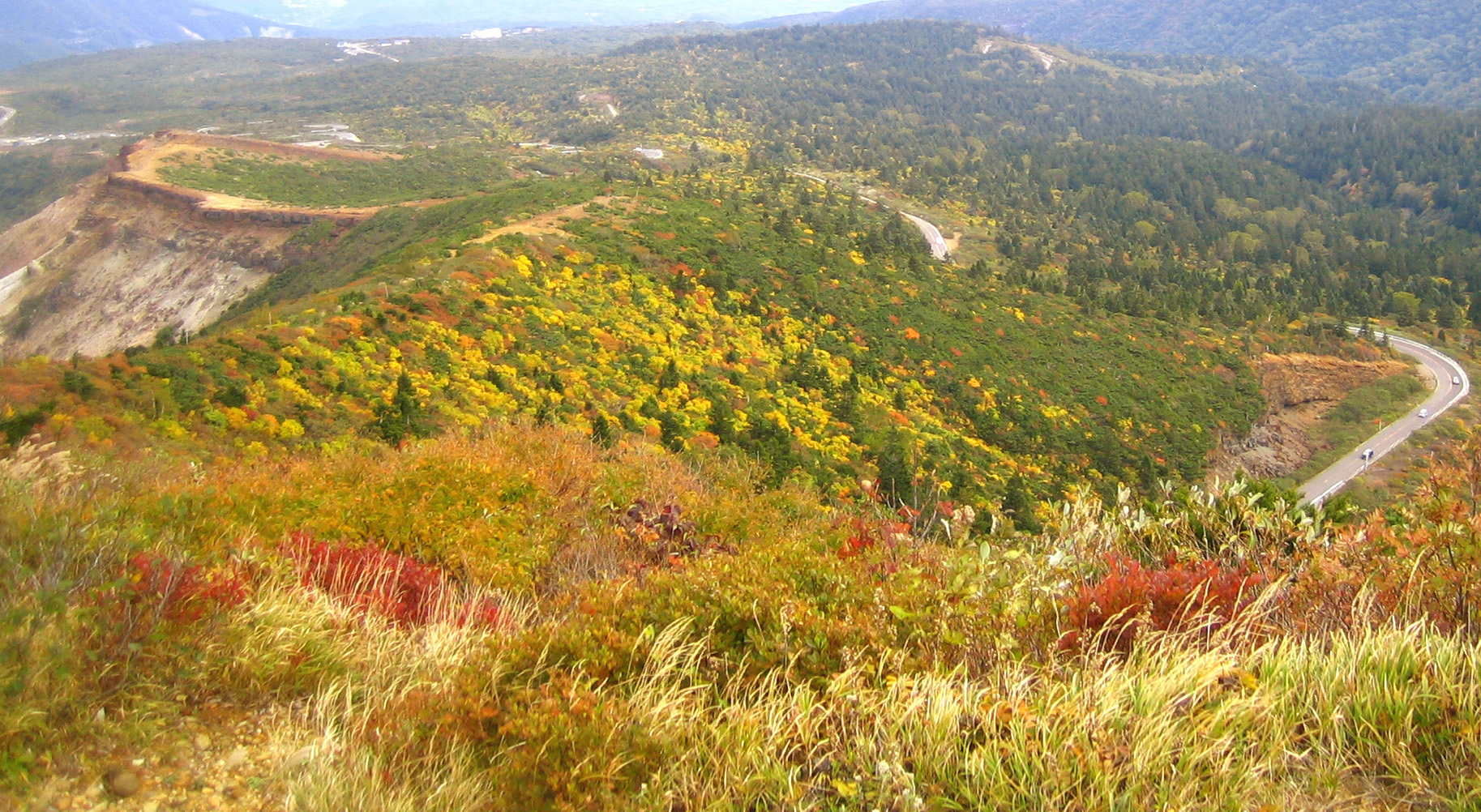
刈田岳より宮城側エコーラインを望む

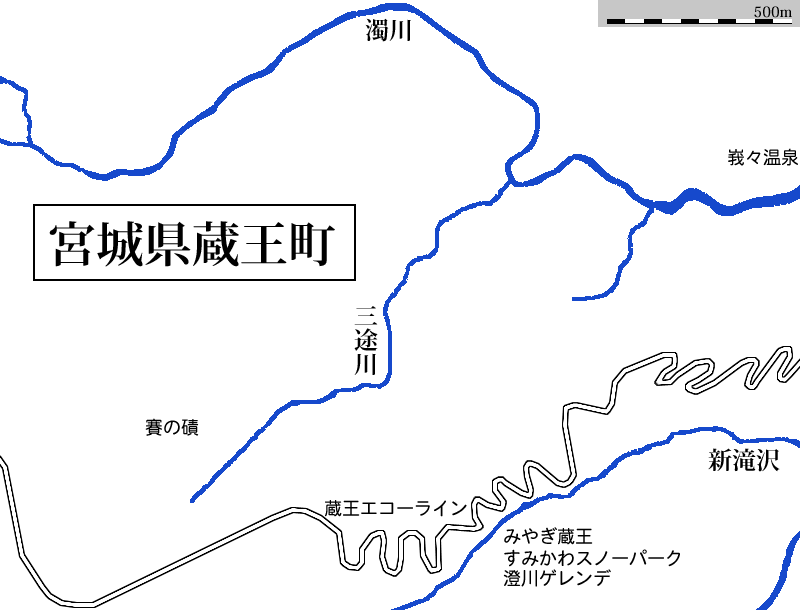
宮城県蔵王町を走る宮城県道・山形県道12号白石上山線を示した地図。

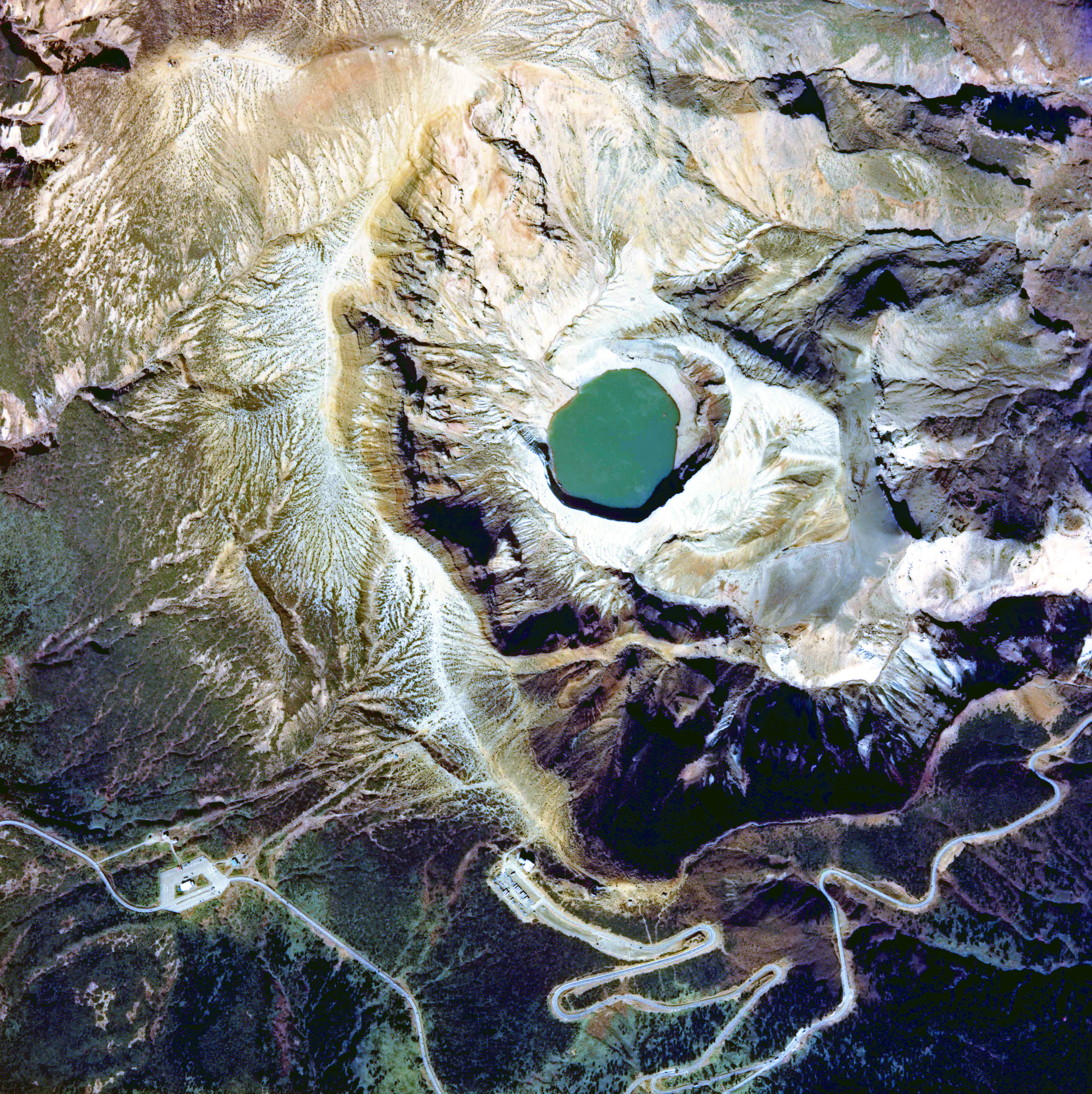
1976年度（昭和51年度）撮影の
写真中央に御釜（五色沼）があり、その東側に五色岳がある。これらを東側が開いたC形の外輪山が囲む。南側の外輪山の刈田岳頂上には「蔵王」の名称の由来となった刈田嶺神社（奥宮）、および、蔵王レストハウスなどがある。
写真下の刈田岳に至る九十九折の蔵王ハイラインと接続して東西に延びる道路が蔵王エコーライン。

宮城県道・山形県道12号白石上山線（みやぎけんどう・やまがたけんどう12ごう しろいしかみのやません）は、宮城県白石市と山形県上山市を結ぶ県道（主要地方道）である。
両県の境になっている奥羽山脈・蔵王連峰をまたぐ区間に1985年まで有料道路だった蔵王エコーラインがある。

## 概要
- 総延長：60.6 km
  - 宮城県側：35.0817 km[1]
  - 山形県側：25.605 km[2]
- 起点：宮城県白石市亘理町（亘理町交差点）
- 終点：山形県上山市新丁字新丁80番[2]（新丁坂下バス停付近）
- ルート：Google マップ

## 蔵王エコーライン
蔵王エコーラインは、当県道の延長の約40%にあたる蔵王町倉石岳 - 上山市永野の約26kmの区間を指す。1962年（昭和37年）7月15日に宮城県側が供用開始し、同年11月9日に全線供用した。当初は有料道路として運営していたが、1985年（昭和60年）7月15日に無料開放された。
沿道では四季折々の風景を楽しむことができ、春の冬季閉鎖解除直後は道路横に車高を超える雪の壁がそびえ「雪の回廊」となる。また、冬季閉鎖解除前には雪の壁を歩くツアー「雪の壁ウォーク」も実施される（ツアー参加には旅行会社への申し込みが必要）。秋は紅葉の名所として知られ、観光シーズンになると宮城県側から刈田岳山頂へ向かう蔵王エコーラインが、蔵王ハイラインとの分岐まで渋滞する。他方、山形県側の蔵王エコーラインは上りも下りもほとんど渋滞しない。
豪雪地帯に位置するため冬季閉鎖があり、蔵王町みやぎ蔵王すみかわスノーパーク入口 - 上山市坊平間（約16.5 km）が、11月上旬から4月下旬までの約半年間閉鎖される。夜間閉鎖は、冬季閉鎖前の10月下旬からと閉鎖解除から5月上旬まで実施される。
宮城県側においては、時間雨量30mm以上、連続雨量150mm以上、積雪深70cm以上を観測した場合に通行止めとなる。

### 2015年の蔵王山火山活動に伴う開通延期
2015年は当初4月24日から開通する予定だったが、同年4月13日に仙台地方気象台より蔵王山に火口警戒警報が発令され、火口周辺の約1.2kmで噴火の恐れがあることから入山規制が敷かれることになった。同道路は道路沿いの駐車場から火口湖（御釜）を望むことができるほど火口に近いことから、同年の開通は無期延期（冬季閉鎖を事実上延長）とし、6月22日の朝をもって同年の全線通行を開始した。

## 歴史
- 1993年（平成5年）5月11日 - 建設省から、白石青根川崎線の一部・遠刈田温泉不動滝線・上山川崎線の一部を白石上山線として主要地方道に指定される[14]。
- 1994年（平成6年）3月18日 - 宮城県が県道12号として「白石上山線」を路線認定。[15]同時に主要地方道13号白石青根川崎線、主要地方道24号上山川崎線及び一般県道244号遠刈田温泉不動滝線を路線廃止。[16]

## 路線状況

### 別名
- 奥州街道（陸羽街道） - 起点から白石市福岡交差点（国道4号交点）まで
- 蔵王エコーライン（上記参照）
- 蔵王通り（宮城県蔵王町の遠刈田温泉を貫く区間の一部）

### 重複区間
- 白石市福岡交差点 - 蔵王町蔵王町宮交差点：国道4号
- 蔵王町道下三差路交差点 - 蔵王町永野農協前：宮城県道25号岩沼蔵王線
- 蔵王町遠刈田温泉 - 蔵王町大鳥居前：国道457号
- 上山市弁天交差点 - 上山市新丁：山形県道267号十日町山形線

### 道路施設
- 白石大橋（白石市、白石川）
- 松川橋（蔵王町、松川）
- こだま橋（上山市、須川）

### 交通量[17]
いずれも令和３年度・12時間交通量
- 白石市福岡長袋柴屋敷 - 7,609台
- 蔵王町宮東又 - 6,199台
- 蔵王町円田十文字北 - 4,864台
- 蔵王町遠刈田温泉千間 - 5,323台
- 蔵王町遠刈田温泉上ノ原 - 1,377台

## 地理
奥羽山脈の蔵王連峰を東西に横断する蔵王・宮城蔵王エリアは全国的によく知られる観光地で、道路周辺は温泉地やスキー場も多く点在する。蔵王の山裾付近は深い森林地帯で、森林限界の標高1000メートルを越えるあたりからあたり一面がハイマツに覆われた景色に変化し、標高が上がるに従って草木が道路わきに迫る緑深いところになる。最高点である標高1606メートルの刈田峠（かったとうげ）付近では視界が一気に開け、岩肌が露出した荒涼な風景となる。山麓部や中間部よりも、峠を前後する区間のほうがアップダウンは少ない。また、刈田峠は東北地方を南北に貫く奥羽山脈の自動車が通行できる峠の中では、一番高い所を通っている。山形県側の高原地帯は、春の新緑や秋の紅葉が美しい場所で、冬の樹氷が良く知られている。宮城県側に不動滝、地蔵滝、不帰の滝（かえらずのたき）など滝が多くあり、駒草平は太平洋まで望む仙台方面の展望で、早朝などに雲海を眺めることができる。刈田峠で、蔵王刈田岳山頂・御釜方面へ向かう有料道路「蔵王ハイライン」と接続する。

### 通過する自治体

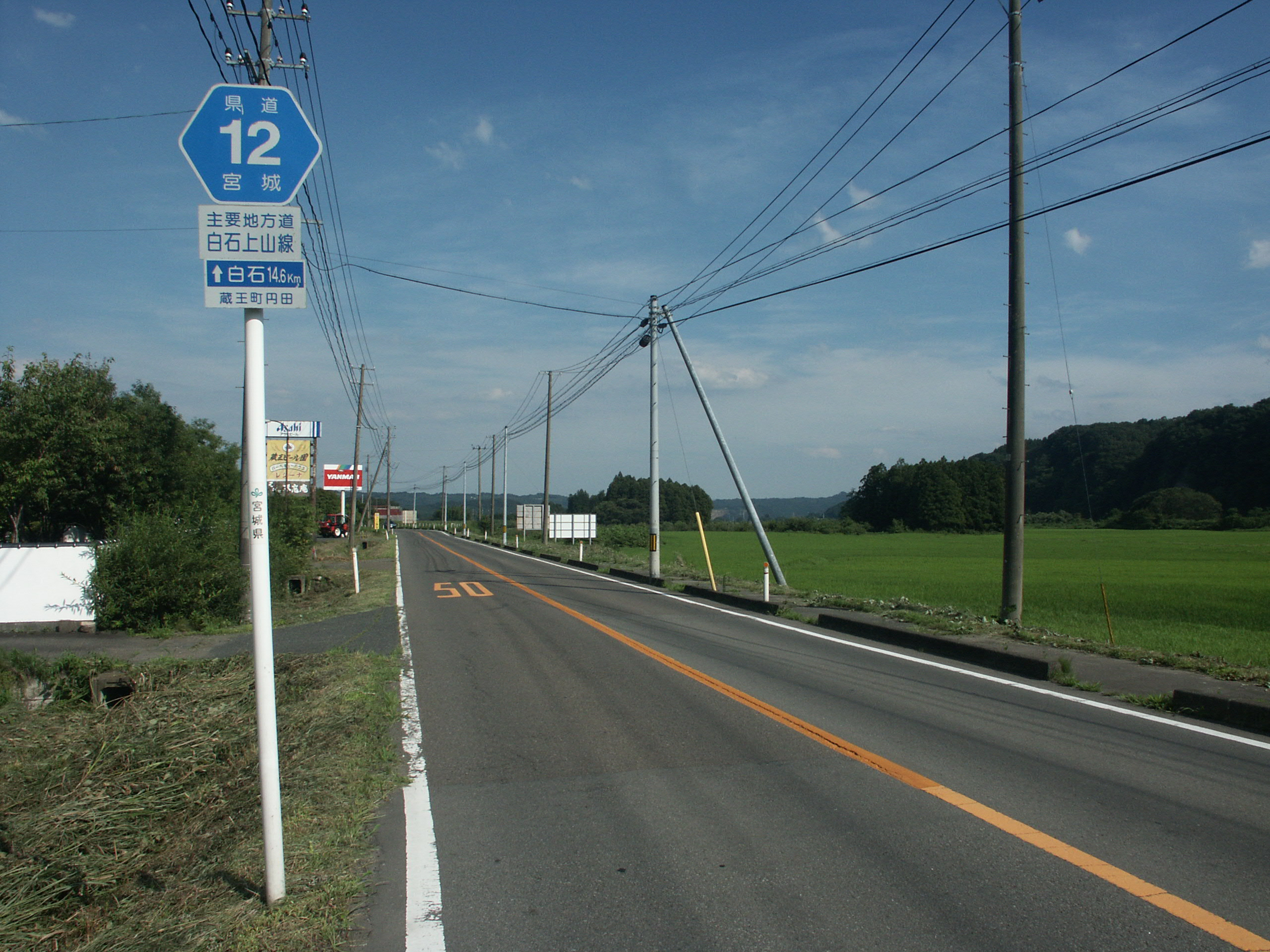
宮城県蔵王町円田付近

- 宮城県
  - 白石市
  - 刈田郡
    - 蔵王町[5][6]
    - 七ヶ宿町
- 山形県
  - 上山市[5][6]

### 交差する道路
- 宮城県
  - 国道113号
  - 宮城県道50号白石柴田線
  - 宮城県道254号南蔵王白石線
  - 国道4号
  - E4 東北自動車道白石IC
  - 宮城県道115号蔵王大河原線
  - 宮城県道25号岩沼蔵王線
  - 仙南広域農道蔵王コスモスライン
  - 宮城県道47号蔵王川崎線
  - 国道457号
  - 宮城県道255号青根蔵王線
  - 蔵王ハイライン 刈田峠から刈田岳山頂へ向かう有料道路、宮城交通管理。
- 山形県
  - 山形県道53号山形永野線（蔵王ライン）
  - 山形県道14号上山蔵王公園線
  - 国道13号
  - 山形県道51号山形上山線
  - 山形県道13号上山七ヶ宿線

### 沿線
- 蔵王町役場
- 遠刈田温泉
- すみかわスノーパーク
- 蔵王刈田リフト
- 蔵王坊平ライザワールドスキー場
- 蔵王坊平アスリートヴィレッジ
- 蔵王猿倉
- 上山蔵王の森工業団地